# Комплексы метаморфических ядер кордильерского типа

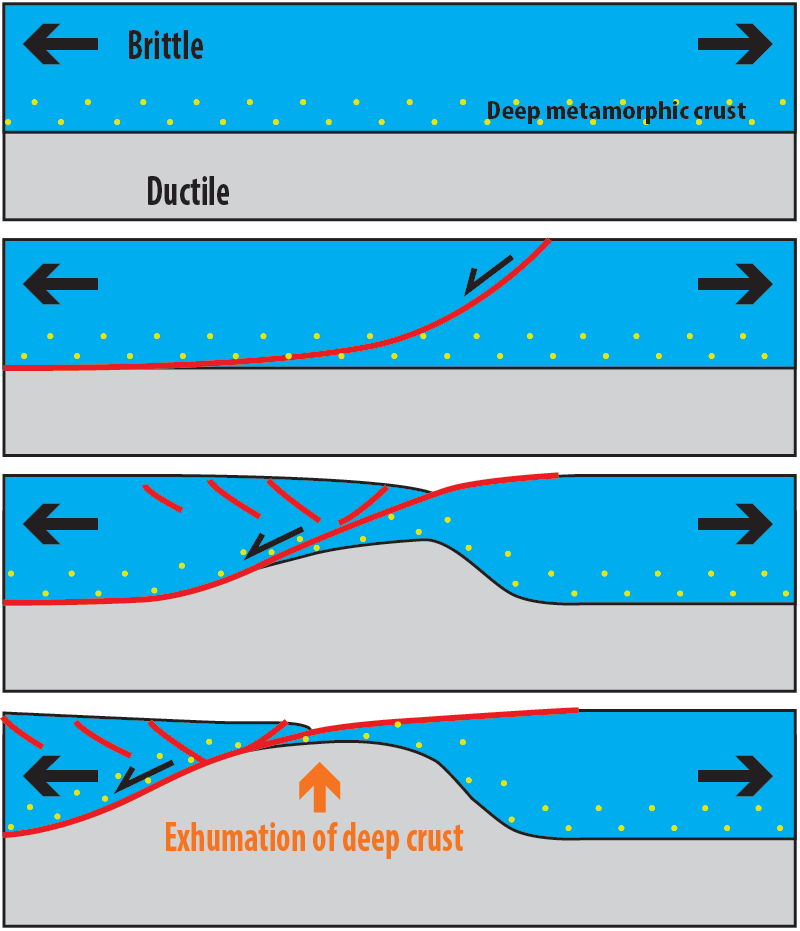
Модель образования типичного кордильерского комплекса метаморфического ядра

Комплексы метаморфических ядер кордильерского типа (англ. metamorphic core complexes) — представляют собой  структуры, сложенные аномально деформированными метаморфическими и магматическими породами, которые тектонически перекрыты растянутыми менее деформированными и метаморфизованными или неметаморфизованными образованиями. Термин впервые был использован П. Коуни.  В каждом из комплексов метаморфических ядер выделяется три главных структурных элемента: нижний с пластичным стилем деформации, для которого часто применяются термины «фундамент» или «нижняя пластина», верхний, характеризующийся хрупкими разрывами, определяемый также как «покров» или «верхняя пластина» и зона главного срыва (detachment), разделяющая эти две структуры. Обычно комплексы метаморфических ядер имеют вид асимметричного купола или антиклинали при более крутом падении одного из флангов. Их формирование, происходившее в режиме растяжения, связывают с постколлизионным (посторогеническим) коллапсом орогена. Коллапс же в данном контексте рассматривается как результат проявления сдвигового тектогенеза, сопровождающимся сжатием и растяжением (транспрессия и транстенсия). В первых работах по комплексам метаморфических ядер отмечалось, что они являются структурами, характерными только для Северо-Американских Кордильер, служащими для них тектонотипом, однако в течение последнего десятилетия подобные структуры были найдены и детально изучены в различных тектонических обстановках многих регионов мира (Гималаи, Шотландия, Папуа — Новая Гвинея, Корсика, Забайкалье и другие). Практически во всех известных случаях пояса комплексов ядер фиксируют обстановку внутриконтинентального растяжения, которой предшествует утолщение и разогрев коры. Более подробно геодинамические модели образования комплексов метаморфических ядер будут рассмотрены в конце главы. Наиболее дискуссионным остается генезис метаморфических ядер, которые повсеместно имеют гранитный состав, отвечающий эвтектике в гаплогранитной системе «Qz–Ab– Or– H2O», т.е. — магматическое происхождение. Если формирование и последующее тектоническое экспонирование метаморфических ядер на верхние горизонты земной коры происходило с участием гранитной магмы, то встает вопрос о длительности существования крупных объемов гранитных расплавов в земной коре. Традиционно считается, что кремнекислый расплав в магматических камерах, соизмеримых по масштабу с метаморфическими ядрами, отвердевает в первые миллионы лет, однако при этом не учитывается глубина их зарождения и термическая история остывания. Эти вопросы рассматриваются в настоящем докладе на примере комплекса метаморфического ядра Шонгчай (Вьетнам) и Ангаро-Витимского гранитоидного батолита, а также совмещенными с ним комплексами метаморфического ядра кордильерского типа (Забайкалье).
1. ↑  Мазукабзов Анатолий Муталибович, Скляров Евгений Викторович, Донская Татьяна Владимировна, Гладкочуб Дмитрий Петрович, Федоровский Валентин Сергеевич. Комплексы метаморфических ядер Забайкалья: обзор // Геодинамика и тектонофизика. — 2011. — Т. 2, вып. 2. — С. 95–125. Архивировано 6 января 2022 года.
2. ↑  Peter J. Coney. Cordilleran metamorphic core complexes: An overview (англ.). — 1980-01-01. — doi:10.1130/MEM153-p7. Архивировано 5 января 2022 года.
3. ↑  Метаморфизм и тектоника / Е.В.Скляров,Д.П.Гладкочуб,Т.В.Донская и др. ; Науч.ред.Е.В.Скляров. — 2001. Архивировано 6 января 2022 года.
4. ↑  А. Г. Владимиров, А. В. Травин, Фан Лыу Ань, Н. Г. Мурзинцев, Е. И. Михеев. Термохронология комплекса метаморфического ядра кордильерского типа, массив Шонгчай, Северный Вьетнам // Доклады Академии Наук. — 2019. — Т. 488, вып. 6. — ISSN 0869-5652. — doi:10.31857/S0869-56524886630-639.